# Rosendale (thị trấn), Wisconsin
Rosendale là một thị trấn thuộc quận Fond du Lac, tiểu bang Wisconsin, Hoa Kỳ. Năm 2010, dân số của thị trấn này là 679 người.